# Impatiens labordei
Impatiens labordei är en balsaminväxtart som beskrevs av Joseph Dalton Hooker. Impatiens labordei ingår i släktet balsaminer, och familjen balsaminväxter. Inga underarter finns listade i Catalogue of Life.